# Scott Ambler
Scott Ambler est un ingénieur canadien et également auteur d'ouvrages dans le domaine de la méthodologie du développement logiciel ainsi que dans celui de la méthode agile.